# Martin Kopp (Filmproduzent)
Martin Kopp (* 8. Oktober 1876 in Stadlern, Königreich Bayern; † 12. Dezember 1952 in München) war ein deutscher Filmproduzent.

## Leben
Kopp führte vor dem Ersten Weltkrieg in Münchner Bierhallen Filme vor und machte damit das neue Medium bekannt. Seit 1912 betätigte er sich als Filmunternehmer und produzierte in diesem Jahr Karl Valentins ersten Film Karl Valentins Hochzeit, der damit endet, dass der spindeldürre Valentin von seiner dicken Braut erdrückt wird.
Während des Krieges gründete er die „Münchner Wochenschau“. Seine Firma Kopp Filmwerke produzierte von den 1910er bis in die späten 1930er Jahre hauptsächlich Kurz-Dokumentarfilme aus München und Umgebung und war daneben auch an einigen Spielfilmen und Werbefilmen beteiligt.
Nach dem Zweiten Weltkrieg brachte er als Filmverleiher u. a. die Heimatfilme von Peter Ostermayr ins Kino.

## Filmografie (Auswahl)
- 1912: Karl Valentins Hochzeit (Kurzfilm)
- 1921: Der Unsichtbare
- 1921: Schach der Königin (Kurzfilm)
- 1926: Der Liebe Lust und Leid
- 1930: Glühende Berge – Flammendes Herz
- 1936: Tuet Gutes Allen (Dokumentarfilm)